# Jerzy Pawłowski
Jerzy Władysław Pawłowski (Varsovia, 25 de octubre de 1932-Varsovia, 11 de enero de 2005) fue un deportista polaco que compitió en esgrima, especialista en la modalidad de sable.
Participó en seis Juegos Olímpicos de Verano entre los años 1952 y 1972, obteniendo en total cinco medallas: dos platas en Melbourne 1956, plata en Roma 1960, bronce en Tokio 1964 y oro en México 1968. Ganó dieciocho medallas en el Campeonato Mundial de Esgrima entre los años 1953 y 1971.

## Palmarés internacional
| Juegos Olímpicos   | Juegos Olímpicos            | Juegos Olímpicos  | Juegos Olímpicos  |
| Año                | Lugar                       | Medalla           | Prueba            |
| ------------------ | --------------------------- | ----------------- | ----------------- |
| 1956               | Melbourne (Australia)       | Medalla de plata  | Sable individual  |
| 1956               | Melbourne (Australia)       | Medalla de plata  | Sable por equipos |
| 1960               | Roma (Italia)               | Medalla de plata  | Sable por equipos |
| 1964               | Tokio (Japón)               | Medalla de bronce | Sable por equipos |
| 1968               | Ciudad de México (México)   | Medalla de oro    | Sable individual  |
| Campeonato Mundial |                             |                   |                   |
| Año                | Lugar                       | Medalla           | Prueba            |
| 1953               | Bruselas (Bélgica)          | Medalla de bronce | Sable por equipos |
| 1954               | Luxemburgo (Luxemburgo)     | Medalla de plata  | Sable por equipos |
| 1957               | París (Francia)             | Medalla de oro    | Sable individual  |
| 1957               | París (Francia)             | Medalla de bronce | Sable por equipos |
| 1958               | Filadelfia (Estados Unidos) | Medalla de bronce | Sable por equipos |
| 1959               | Budapest (Hungría)          | Medalla de oro    | Sable por equipos |
| 1959               | Budapest (Hungría)          | Medalla de bronce | Sable individual  |
| 1961               | Turín (Italia)              | Medalla de oro    | Sable por equipos |
| 1962               | Buenos Aires (Argentina)    | Medalla de oro    | Sable por equipos |
| 1962               | Buenos Aires (Argentina)    | Medalla de plata  | Sable individual  |
| 1963               | Danzig (Polonia)            | Medalla de oro    | Sable por equipos |
| 1963               | Danzig (Polonia)            | Medalla de plata  | Sable individual  |
| 1965               | París (Francia)             | Medalla de oro    | Sable individual  |
| 1966               | Moscú (URSS)                | Medalla de oro    | Sable individual  |
| 1967               | Montreal (Canadá)           | Medalla de plata  | Sable individual  |
| 1969               | La Habana (Cuba)            | Medalla de plata  | Sable por equipos |
| 1970               | Ankara (Turquía)            | Medalla de bronce | Sable por equipos |
| 1971               | Viena (Austria)             | Medalla de plata  | Sable individual  |